# Gyrmen
Gyrmen (bułg. Гърмен) – wieś w południowej Bułgarii, w obwodzie Błagoewgrad. Centrum administracyjne gminy Gyrmen.